# Luigi de' Rossi
Luigi de' Rossi (Firenze, 6 agosto 1474 – Roma, 20 agosto 1519) è stato un cardinale italiano.

## Biografia
Figlio di Leonetto de' Rossi e di Maria di Piero de' Medici, familiare della casa Medici, alla quale apparteneva sua madre, era nipote di Lorenzo il Magnifico e cugino di papa Leone X, che lo nominò cardinale con il titolo onorifico di San Clemente nel concistoro del 1º luglio 1517.
La sua educazione gli venne impartita proprio con Giovanni, futuro papa Leone X. Della giovinezza non si conosce molto, il Cardella riporta come in gioventù dimostrasse "... maturo giudizio e rara prudenza nel maneggio degli affari..."
Fu un fedelissimo di Leone X, tanto che il papa si fece ritrarre da Raffaello in un celebre ritratto conservato agli Uffizi accanto ai due cardinali suoi parenti: Giulio de' Medici, futuro papa Clemente VII e Luigi de' Rossi, appunto.
Morì a Roma nel 1519 e venne sepolto nella basilica di San Pietro, allora un cantiere in costruzione aperto, e solo molti anni dopo trasferito a Firenze, nella Chiesa di Santa Felicita.

## Ascendenza
|                     |                   |                      | Genitori              |  |  | Nonni |  |  | Bisnonni |  |  | Trisnonni |  |
|                     |                   |                      |                       |  |  |       |  |  | …        |  |  | …         |  |
|                     |                   |                      |                       |  |  |       |  |  | …        |  |  | …         |  |
|                     |                   | …                    |                       |  |  |       |  |  | …        |  |  |           |  |
| …                   |                   |                      |                       |  |  |       |  |  | …        |  |  |           |  |
|                     |                   | …                    | …                     |  |  |       |  |  |          |  |  |           |  |
|                     |                   | …                    | …                     |  |  |       |  |  |          |  |  |           |  |
|                     |                   | …                    | …                     |  |  |       |  |  |          |  |  |           |  |
| Leonetto de' Rossi  |                   | …                    |                       |  |  |       |  |  |          |  |  |           |  |
|                     |                   | …                    | …                     |  |  |       |  |  |          |  |  |           |  |
|                     |                   | …                    | …                     |  |  |       |  |  |          |  |  |           |  |
|                     |                   | …                    | …                     |  |  |       |  |  |          |  |  |           |  |
| …                   |                   | …                    |                       |  |  |       |  |  |          |  |  |           |  |
|                     |                   | …                    | …                     |  |  |       |  |  |          |  |  |           |  |
|                     |                   | …                    | …                     |  |  |       |  |  |          |  |  |           |  |
|                     |                   | …                    | …                     |  |  |       |  |  |          |  |  |           |  |
| Luigi de' Rossi     |                   | …                    |                       |  |  |       |  |  |          |  |  |           |  |
|                     | Cosimo de' Medici | Giovanni de' Medici  |                       |  |  |       |  |  |          |  |  |           |  |
|                     | Cosimo de' Medici | Giovanni de' Medici  |                       |  |  |       |  |  |          |  |  |           |  |
|                     | Cosimo de' Medici | Piccarda Bueri       |                       |  |  |       |  |  |          |  |  |           |  |
| Piero de' Medici    | Cosimo de' Medici |                      |                       |  |  |       |  |  |          |  |  |           |  |
|                     |                   | Contessina de' Bardi | Alessandro de' Bardi  |  |  |       |  |  |          |  |  |           |  |
|                     |                   | Contessina de' Bardi | Alessandro de' Bardi  |  |  |       |  |  |          |  |  |           |  |
|                     |                   | Contessina de' Bardi | Emilia Pannocchieschi |  |  |       |  |  |          |  |  |           |  |
| Maria de' Medici    |                   | Contessina de' Bardi |                       |  |  |       |  |  |          |  |  |           |  |
|                     |                   | Francesco Tornabuoni | Simone Tornabuoni     |  |  |       |  |  |          |  |  |           |  |
|                     |                   | Francesco Tornabuoni | Simone Tornabuoni     |  |  |       |  |  |          |  |  |           |  |
|                     |                   | Francesco Tornabuoni | …                     |  |  |       |  |  |          |  |  |           |  |
| Lucrezia Tornabuoni |                   | Francesco Tornabuoni |                       |  |  |       |  |  |          |  |  |           |  |
|                     |                   | Nanna Guicciardini   | Nicolò Guicciardini   |  |  |       |  |  |          |  |  |           |  |
|                     |                   | Nanna Guicciardini   | Nicolò Guicciardini   |  |  |       |  |  |          |  |  |           |  |
|                     |                   | Nanna Guicciardini   | …                     |  |  |       |  |  |          |  |  |           |  |
|                     |                   | Nanna Guicciardini   |                       |  |  |       |  |  |          |  |  |           |  |